# Hamburgische Staatsoper
La Hamburgische Staatsoper ('Òpera de l'Estat d'Hamburg' en català) és un dels teatres d'òpera més importants amb més de 300 anys d'història. Està situat al barri de Neustadt a Hamburg (Alemanya). L'orquestra Philharmoniker Hamburg (anteriorment anomenada Philharmonisches Staatsorchester Hamburg) i la companyia de ballet Hamburg Ballet en són els complements indispensables.

## Història
Quan va inaugurar-se el 2 de gener de 1678, l'edifici Opern-Theatrum va ser el primer teatre d'iniciativa pública d'Alemanya; fins llavors els altres teatres havien sigut entitats privades. Va inaugurar-se amb el singspiel de temàtica religiosa Adam und Eva oder Der Erschaffene, Gefallene und Aufgerichtete Mensch de Johann Theile: una concessió al pietisme que va oposar-se vigorosament a l'obertura d'una institució de teatre secular, el que va iniciar una de les primeres grans controvèrsies artístiques de la ciutat.
Des de la fi del segle xvii fins als anys 1850, l'òpera hamburguesa va tenir un paper avantguardista a Europa. Les estrenes d'obres de Reinhard Keiser, Georg Philipp Telemann o Georg Friedrich Händel en són la prova. Al seu període hamburguès, Händel va actuar com a violinista i clavicembalista. El 1705, la seva òpera Almira, reina de Castella s'hi va estrenar. El 1738, la companyia estable va dissoldre's per raons econòmiques. Les instal·lacions van continuar utilitzant-se per companyies ambulants, fins al seu derrocament el 1763. Després van realitzar-se òperes al Comödiantenhaus de Konrad Ernst Ackermann des del 31 de juliol de 1756. El 1767 va canviar de nom per Deutsches Nationaltheater sota la pressió d'en Lessing. El 1810, altra vegada va canviar de nom en Hamburgisches Stadt-Theater.
El vell teatre, un edifici de fusta a la plaça Gänsemarkt era obsolet i la ciutat decidí construir-ne un de nou més gran i modern al carrer Dammtorstrasse segons plans de l'arquitecte Karl Friedrich Schinkel sota la direcció de l'enginyer de la ciutat Carl Ludwig Wimmel en estil neoclàssic, inaugurat el 3 de maig del 1827. Amb les seves 2.800 places i bona acústica va tornar a imposar la reputació d'Hamburg com a ciutat de les arts. De 1891 fins a 1 d'abril de 1897 Gustav Mahler va seguir Hans von Bülow com a mestre de capella. Tot i que molts col·laboradors van ser mobilitzats a l'exèrcit durant la primera guerra mundial, l'activitat va continuar. La Bürgerschaft, el parlament de la ciutat estat, va acceptar una transformació de l'edifici. El 1934, l'administració nacionalsocialista va canviar el nom altra vegada en Hamburgische Staatsoper. El 1943 Anneliese Rothenberger va cantar-hi per a la primera vegada sota la batuta de Günther Rennert. Durant l'operació Gomorra a la nit del 2 al 3 d'agost de 1943 la sala va cremar en un atac aeri, només l'escena i les instal·lacions tècniques van sobreviure, gràcies al teló d'acer.
Les forces d'ocupació aviat van autoritzar que es torni a organitzar espectacles, la sala va restaurar-se més bé que malament amb només 1200 places, estrenat el 15 d'octubre del 1949 amb El cavaller de la rosa de Richard Strauss. El 1953 va començar la construcció d'una sala nova, en estil funcionalista segons plans de Gerhard Weber. Va estrenar-se el 15 d'octubre de 1955 amb La flauta màgica de Wolfgang Amadeus Mozart. Artistes famosos al cartell van ser Montserrat Caballé, Plácido Domingo, Luciano Pavarotti, Mirella Freni, Rudolf Schock, Martha Mödl, Birgit Nilsson. El 1978 va celebar-se el tricentenari de la institució, amb festes, espectacles especial i una exposició al Museu d'Història.

## Directors
Des de la temporada 2005/2006 la directora austrialiana Simone Young va prendre la direcció de l'institut. La revista Opernwelt va nomenar el teatre com a Ópera de l'any el 1997 i el 2005. Des de l'estació 2015/16, la funció de Simone Young es va escindir, i Georges Delnon va esdevenir el director, mentrestant la direcció musical general serà en mans de Kent Nagano.

### Directors de l'Òpera des de l'any 1945
| Període          | Intendent              |
| ---------------- | ---------------------- |
| 1945 fins a 1957 | Günther Rennert        |
| 1957 fins a 1959 | Heinz Tietjen          |
| 1959 fins a 1973 | Rolf Liebermann        |
| 1973 fins a 1977 | August Everding        |
| 1977 fins a 1985 | Christoph von Dohnányi |
| 1985 fins a 1988 | Rolf Liebermann        |
| 1988 fins a 1997 | Peter Ruzicka          |
| 1997 fins a 2000 | Albin Hänseroth        |
| 2000 fins a 2005 | Louwrens Langevoort    |
| des de 2005      | Simone Young           |
| des de 2015      | Georges Delnon         |

## Galeria d'imatges

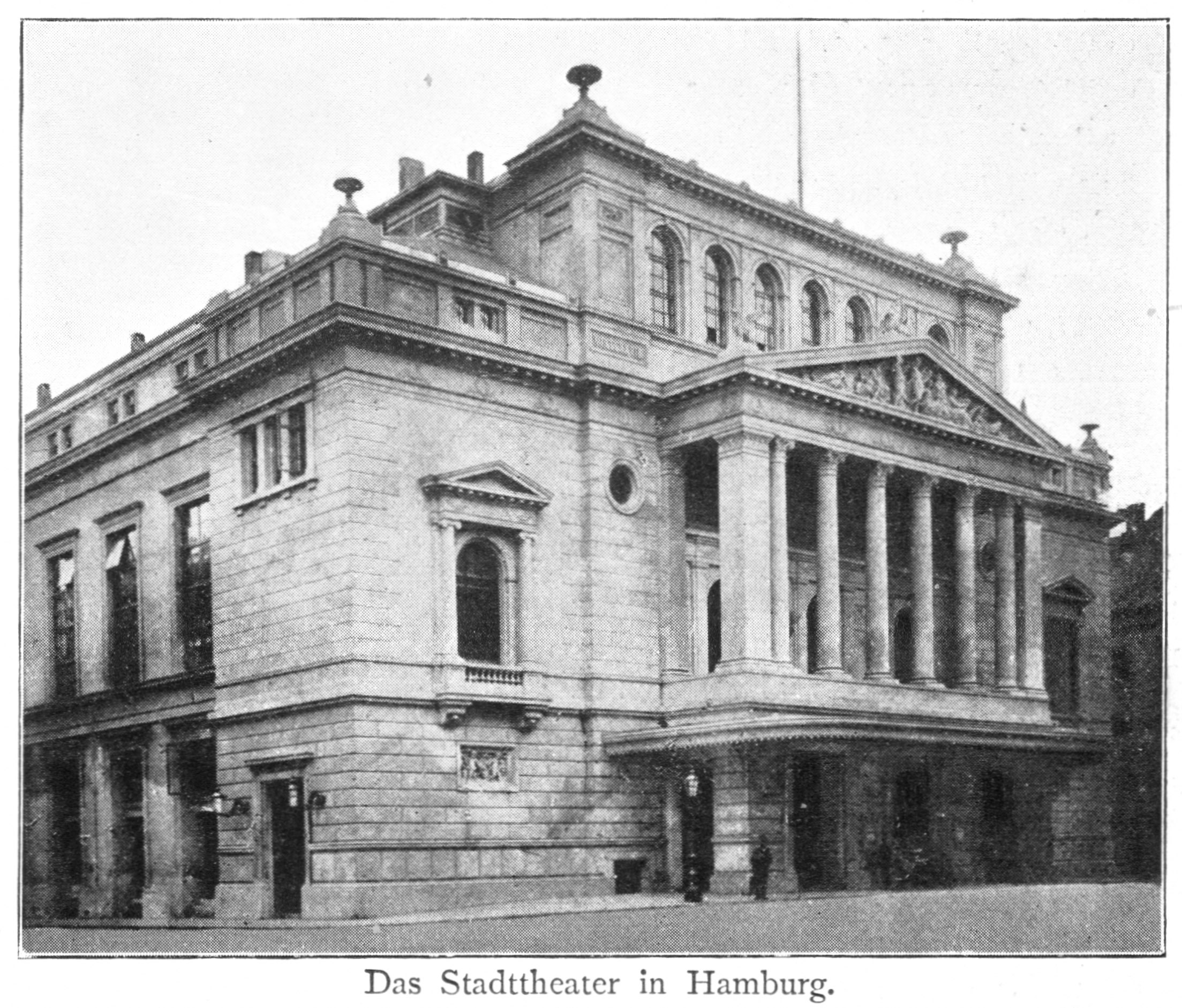
L'edifici de Karl Friedrich Schinkel, 1874
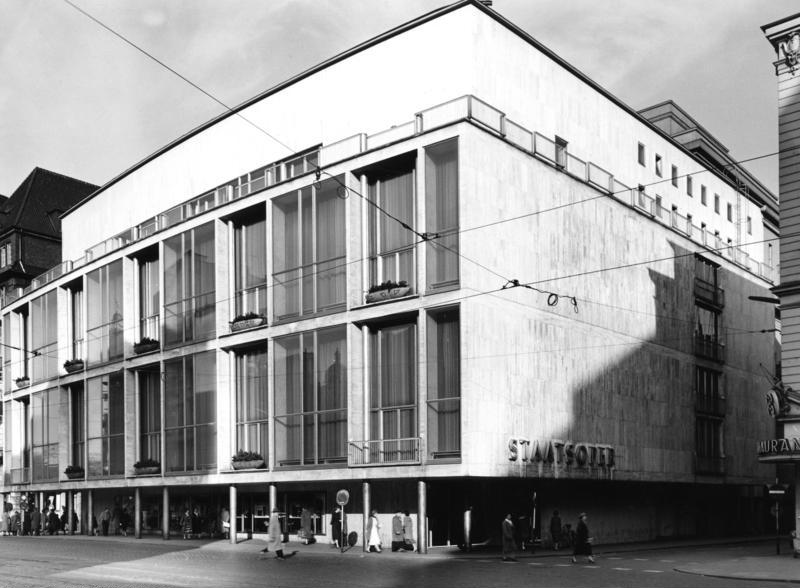
Vista exterior, 1957